# 大山貞政
大山 貞政（おおやま さだまさ、宝永元年（1704年） - 安永8年12月17日（1780年1月23日））は、江戸時代中期の薩摩藩士。鹿児島城城下士。太刀流の剣術家（田中傑山の高弟）で同剣術の師範家。通称は角四郎。諱は貞政。一般には大山角四郎として知られる。

## 略年譜
- 宝永元年（1704年）：貞政誕生。両親不詳。
- 享保13年（1728年）：田中傑山より太刀流を相伝する。[1]。
- 享保18年（1733年）：師匠の田中傑山死去。
- 安永2年（1774年）：貞政、武芸稽古所（のちの演武館）の剣術師範5人のうちの一人に選ばれる。
- 安永8年（1779年）12月17日に死去。菩提寺は曹洞宗宝蔵山笑岳寺[2]。享年76。法名は、觀心空帰居士。

## 人物等
田中傑山の門人となって、太刀流の皆伝を授かり、傑山の死後は種子島權助の門人となって示現流を相伝する。
なお、貞政の太刀流は子の角太郎綱章に相伝される。また貞政の門人に西郷吉兵衛がいたが、この吉兵衛は西郷隆充の父で、西郷隆盛の曾祖父である。
藩主島津重豪が造士館とあわせてのちの演武館を建設すると、貞政は東郷実昉や同じ傑山の弟子である和田源太兵衛助員、師匠の一族である田中喜助とともに剣術師範として指導を命じられる。日割りでは貞政は3日目の師範となっており、貞政の太刀流は藩でも認められていた。なお、日割りによると1日目は東郷藤右衛門（実昉）、2日目は田中喜助となっている。。

## 貞政と大山後角右衛門
貞政の太刀流は角太郎綱章の後に大山角四郎綱政、大山後角右衛門に相伝されたというのが一般的であり、このため「大山後角右衛門」というと幕末の人物が著名である。ただ、実のところ、貞政の生前や在命中にも「大山後角右衛門」と称す人物は存在していた。なお、貞政と以下の「大山後角右衛門」とは親族と思われるが、詳細は不明。
- 元禄12年（1699年）：2月14日に宮之原甚五兵衛通興が元服するが、このときの理髪を大山後角右衛門貞長が勤める。また貞長は平田兵十郎宗房らとともに島津綱貴50歳の賀に祝歌呈上する。なお、この人物と大山貞政との続柄不詳であるが、通字から親族であることがわかる。
- 宝永4年10月26日；宮之原甚五兵衛通興の妹の徳が誕生する。徳はのちに大山後角右衛門貞洪の妻になる。貞洪と貞政の関係不詳。
- 享保2年（1717年）：大山後角右衛門が吉松郷（現在の湧水町）地頭に就任。この人物が貞長本人かは不詳。貞政との続柄も不詳。
- 安永7年（1778年）完成の「三州御治世要覧 巻37」に4番与小番に大山後角右衛門がいた。なお、4番与小番には久保之英や示現流宗家師範東郷実昉、山本権兵衛の親族である山本五郎左衛門や奈良原喜左衛門先祖の奈良原助左衛門がいた。なお、この人物と貞政との詳しい続柄は不詳。

また久保之英の「見聞秘記」では信證院（島津綱貴後室の江田氏）の令弟宮之原甚五兵衛と大山後角右衛門を信證院のお陰で出世した人物として上げている。大山後角右衛門が実際に江田氏の弟かは確かでは
ないが、宮之原氏を介して信證院の親族になっていたのは確かである。